# Matthieu Devaris
 (novembre 2013).
Matthieu Devaris (en grec Ματθαῖος Δεβάρης, en italien parfois Matteo di Bari ou Matteo Greco) est un humaniste grec de la Renaissance, né à Corfou vers 1505, mort à Rome le 13 juin 1581.

## Biographie
Il était issu d'une famille grecque ralliée religieusement à l'Église latine (Corfou appartenant depuis 1401 à la République de Venise). À huit ans, en 1513, il fut recruté par Marcus Musurus pour faire partie de la douzaine d'élèves du collège grec fondé par le nouveau pape Léon X et son collaborateur Janus Lascaris sur la colline du Quirinal à Rome. Dans cet établissement enseignèrent Janus Lascaris lui-même, Zacharie Kalliergis, responsable des élèves, Marcus Musurus, Benedetto Lampridio de Crémone pour le latin. Parmi les autres élèves figuraient Nicolas Sophianos, Christophoros Kondoléon, Constantin Rhallis. Le collège avait aussi un atelier d'imprimerie, dont les productions portaient la mention suivante : « Romæ, in Gymnasio Mediceo ad Caballinum Montem ». Cette institution ne survécut guère à la mort de Léon X le 1er décembre 1521.
Matthieu Devaris resta ensuite en contact avec Janus Lascaris († 1535), pour lequel il copia des manuscrits. Puis il passa vers 1535 au service du cardinal Niccolò Ridolfi, qui avait réuni autour de lui quelques-uns des anciens élèves du collège grec, dont Nicolas Sophianos et Constantin Rhallis. Le cardinal nomma Devaris responsable de sa bibliothèque, et celui-ci en établit le catalogue en collaboration avec Sophianos. Après la mort du prélat, cette bibliothèque fut rachetée le 9 mars 1553 par Laurent Strozzi (autre neveu de Léon X), passé en France dans la suite de sa cousine Catherine de Médicis, et finalement la majeure partie de son contenu a fini à la Bibliothèque nationale de France.
Dès 1535, Devaris travailla pour la Bibliothèque vaticane à la restauration de quelques manuscrits grecs abîmés. À partir de mai 1541, il fut salarié de cette bibliothèque comme correcteur des manuscrits grecs. Il se trouvait à Venise en janvier 1545 : en témoigne une préface dédicatoire de Nicolas Sophianos à sa traduction en grec moderne du Περὶ παίδων ἀγωγῆς du Pseudo-Plutarque. De 1549 date une lettre de Devaris au patriarche orthodoxe Denys II à propos d'un voyage du métropolite Métrophane de Césarée à Venise et à Rome qui avait suscité des remous parmi les chrétiens de Constantinople.
De 1542 à 1550 avait été réalisée, sous l'égide du cardinal Marcello Cervini (futur pape Marcel II, auparavant préfet de la Bibliothèque vaticane), l'editio princeps, en quatre volumes, des commentaires d'Eustathe de Thessalonique sur l' Iliade et l' Odyssée (le premier volume imprimé en 1542 avec du matériel appartenant à Nicolas Sophianos, les trois autres entre 1545 et 1550, avec d'autres caractères, sous la responsabilité du bibliothécaire Niccolò Maiorano). Devaris avait été associé à cette entreprise, et il fit paraître en 1550, chez l'imprimeur romain Antonio Blado, la Tabula, seu Index facillimus et utilissimus eorum quæ in Commentariis Eustathii in Iliadem et Odysseam continentur. Cette édition historique a été reproduite après révision par Johann Gottfried Stallbaum à Leipzig de 1825 à 1829 (y compris la Table de Devaris).
En 1550 (après la mort du cardinal Ridolfi pendant le conclave le 31 janvier), Devaris devint professeur de grec de Marcantonio Colonna (futur cardinal). En 1551, il passa au service d'un autre cardinal, Alexandre Farnèse, qui était entre autres légat pontifical à Avignon (représenté sur place par un vice-légat) ; de 1552 à 1554, le cardinal séjourna à la cour de France à Saint-Germain, et pendant ce temps Devaris demeura à Avignon avec son neveu Pierre (Petros) qu'il avait fait venir de Corfou et qu'il fit embaucher aussi par le cardinal ; il reçut à cette époque deux bénéfices ecclésiastiques, de vicaire et de chapelain, dans le Comtat Venaissin.
Il rentra à Rome en septembre 1554, suivant de peu le cardinal, et logea ensuite avec son neveu dans un petit appartement du palais Farnèse. Il fut employé à la traduction en grec des décrets du concile de Trente (publication posthume par son neveu en 1583 : Canones, & Decreta Sacrosancti Œcumenici Synodi Tridentini... e latino in græcum conversa... editaque jussu Gregorii XIII). Il corrigea aussi le texte grec des décrets du concile de Florence, publié alors pour la première fois. Le 8 janvier 1562, il fut renommé correcteur de grec à la Bibliothèque vaticane par Pie IV, mais perdit à nouveau ce poste sous Pie V, peu favorable aux études grecques, en 1566. Le 16 décembre 1570, le cardinal Farnèse lui obtint un canonicat au chapitre de Saint-Pierre, et il lui en conféra lui-même l'investiture.
Après sa mort, son neveu publia aussi un traité grammatical qu'il avait composé sur les particules de la langue grecque (Liber de Græcæ linguæ particulis, Rome, chez Francesco Zanetti, 1588), édition précédée d'une longue épître dédicatoire à Alexandre Farnèse où Petros relate la vie de son oncle, avec des aperçus intéressants sur le milieu humaniste italien au XVIe siècle. Cette grammaire fut réimprimée plusieurs fois (à Nuremberg, à Amsterdam, à Londres en 1657, à Leipzig en 1778). On conserve d'autre part de Matthieu Devaris de nombreuses épigrammes et des lettres.
Il fut très lié à l'érudit Fulvio Orsini, lui aussi au service des Farnèse (et logé au palais Farnèse). Quinze jours après sa mort, le 29 juin 1581, son neveu Pierre et Fulvio Orsini furent nommés en même temps à la Bibliothèque vaticane (le premier comme copiste de grec, le second comme correcteur). Pierre fut nommé aussi copiste de latin en 1592, et mourut le 6 février 1593.